# ヴィリヤ鉄道事故
ヴィリヤ鉄道事故（ヴィリヤてつどうじこ）とは1926年3月14日にコスタリカで発生した鉄道事故である。主に農民と労働者を乗せた過積載の列車がヴィリヤ川峡谷 (the Virilla River Canyon) にかかる橋を走行中に脱線し、385人が死亡し93人が負傷した。

## 事故当日の列車
事故にあった列車は日曜日に行われる小旅行のための列車であった。この旅行の行程はアラフエラ・エレディアを出発し、大多数の人々が大きな治癒力を持つと信じているカルタゴのバシリカ・デ・ヌエストラ・セニョーラ・デ・ロス・アンヘレス (Basílica de Nuestra Señora de Los Ángeles) にあるラ・ネグリタ (La Negrita) の像を訪れる予定だった。この旅行は著名なフランシスコ・ゴメス・アリザゴ教授 (Professor Francisco Gomez Alizago) によって高齢者ホームのための資金を集めるために手配されており、チケットには「カルタゴの高齢者のために」と記されていた。旅行のために客車6両を牽引する列車が手配されたが、この旅行は人気があることが分かりかなり超過して申し込まれたため、収容力が不十分であることが分かった。販売されるチケットの枚数に制限はなく、1000枚以上が販売されていた。

## 事故の経過
午前7時（現地時間）に客車3両を牽引する列車がアラフエラに到着し30分後に発車した。さらに何か所かに停車し、エレディアで3両の客車が連結された。しかしこれにもかかわらず車内が非常に混雑したため多くの人々が乗車できず、これ以降の駅でも多くの乗客が乗車できなかった。午前8時20分、列車は進行方向左側にカーブする橋を渡り始めた。レールが十分に固定されておらず、また列車が過積載であったことにより最後部の客車が脱線しさらに2両の客車が転落した。1両は190フィート下の川に転落し、アリザゴ教授を含む385人が死亡した。救助作業は夕方まで続き、数本の列車は友人や家族による身元確認のために駅に安置された遺体を載せてアラフエラやエレディアに戻った。政府は3日間の国喪を宣言し半旗が掲げられた。その間映画館やバー、その他の娯楽施設は閉鎖された。